# 민희 (가수)
민희는 대한민국의 가수다.

## 방송
- 콘테스트M (2020) - Top24

## 음반
- 바람같은 사랑 (2010)
- 신바람 열창 가요쇼 1, 2 (2011)
- 민희의 폭발 인기가요 1, 2 (2012)
- 최신가요 트로트가 최고야 1, 2 (2012)
- 트로트 최신가요 강남스타일 (2012)
- 최신트로트 성인가요 신바람 여걸삼총사 (2013)
- 바람같은 인생 (2016)